# Mohamed Ould Abdel Aziz
Mohammed Ould Abdel Aziz (Akjoujt, 20 de dezembro de 1956) é um político e foi o 8.º presidente da Mauritânia entre 2009 a 2019. Soldado de carreira e oficial de alta patente, foi destaque durante o golpe em agosto de 2005 que depôs o presidente Maaouya Ould Sid'Ahmed Taya, e liderou o golpe em agosto de 2008, que derrubou o presidente Sidi Ould Cheikh Abdallahi. Após o golpe de 2008, Abdel Aziz tornou-se Presidente do Conselho Superior de Estado como parte do que foi descrito como uma transição política que conduziu a uma nova eleição. Renunciou ao cargo em abril de 2009 para se apresentar como candidato nas eleições presidenciais de julho de 2009, saindo eleito. Foi empossado em 5 de agosto de 2009. Posteriormente, foi reeleito em 2014 e não buscou a reeleição em 2019. Foi sucedido por Mohamed Ould Ghazouani, que assumiu o cargo em 1 de agosto de 2019.
Abdel Aziz também serviu como Presidente da União Africana de 2014 a 2015. Em junho de 2021, Abdel Aziz foi detido sob acusação de corrupção. Em 4 de dezembro, foi condenado por enriquecimento ilícito e branqueamento de capitais e foi sentenciado a cinco anos de prisão, tendo o seu advogado afirmado que iriam recorrer da sentença.

## Carreira política
Foi um dos líderes do golpe de estado dado em 2005 e após isso, outro em 2008. Neste último, Abdelaziz mantem-se por certo tempo no poder do país, até retirar-se para concorrer democraticamente nas eleições de 2009, vencendo e tomando posse no dia 6 de agosto, exatamente um ano após o golpe.

## Incidente de Outubro de 2012
Em 13 de outubro de 2012, Mohammed Ould Abdelaziz foi ferido por uma bala disparada de uma unidade militar perto da capital. Foi transportado para França sendo internado no hospital de Percy, em Clamart nos arredores de Paris.